# Kittery
Kittery est une ville américaine située dans le comté de York, dans l’État du Maine. Fondée en 1647, elle est la plus ancienne ville du Maine (devant York).
Elle se situe à l'embouchure, rive gauche, du fleuve Piscataqua, en face (rive droite) de la ville du New Hampshire, Portsmouth

## Lieux particuliers
Le Fort McClary se trouve sur île près de Kittery. Fondé en par 1689 par Sir William Pepperrell, il est renforcé en 1808 et renommé d'après le major éponyme mort lors de la Bataille de Bunker Hill. Abandonné en 1918, il est classé au Registre national des lieux historiques en 1969 puis restauré en 1987.